# Gödöllői-dombság
A Gödöllői-dombság Pest vármegyében Budapesttől keleti irányba a Galga-patakig tartó kistáj. Északról a Cserhát, délnyugatról a Pesti-hordalékkúpsíkság, délkeletről a Monor–Irsai-dombság, keletről az Alföld, nyugatról pedig a Duna és a Budai-hegység határolja. Nagytájegységileg az Északi-középhegységhez tartozik, de jellegéből adódóan inkább átmenetet képez a hegység és az alföld között.

## Földrajza

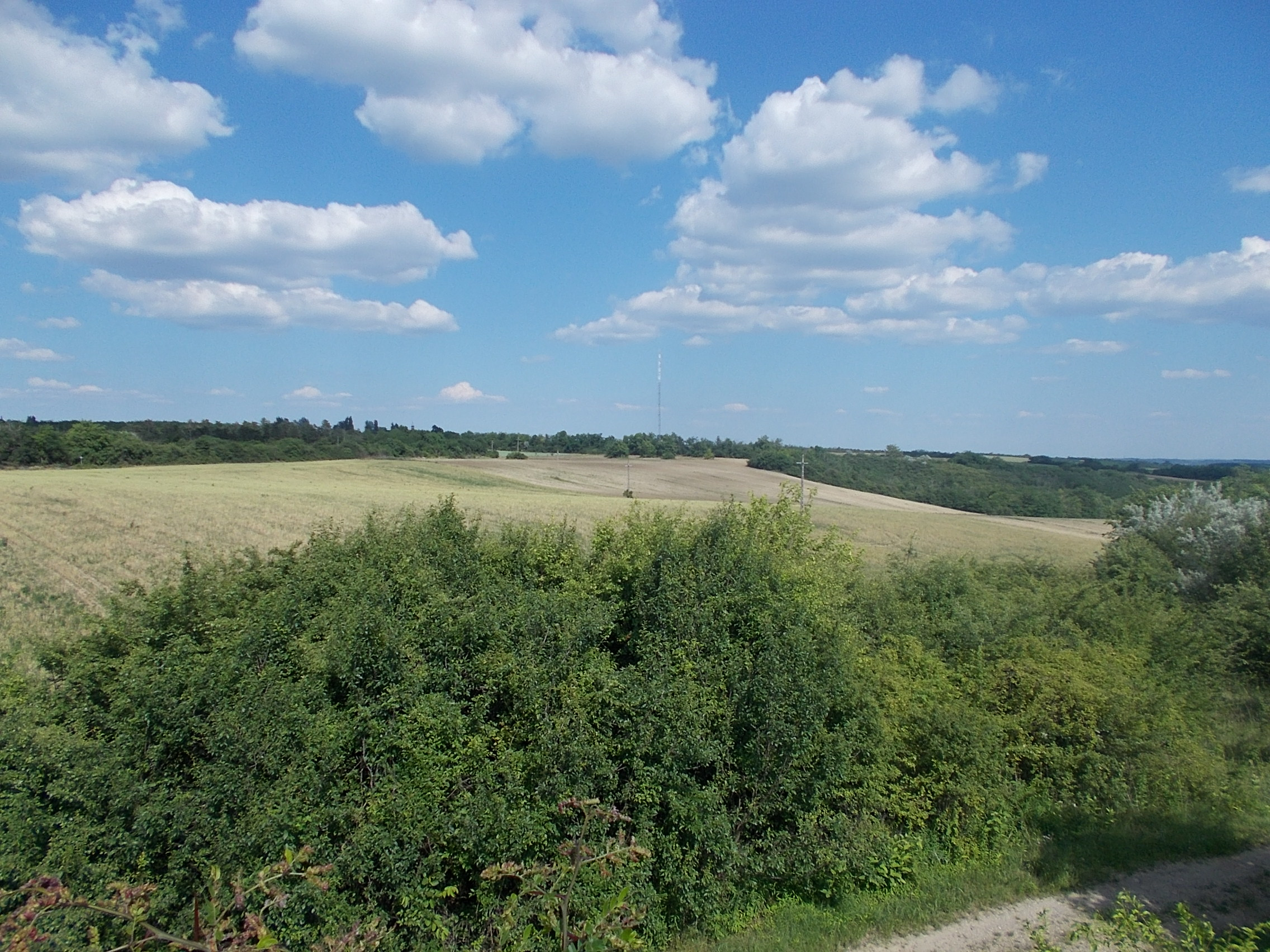
A Bajtemetés Pécel határában

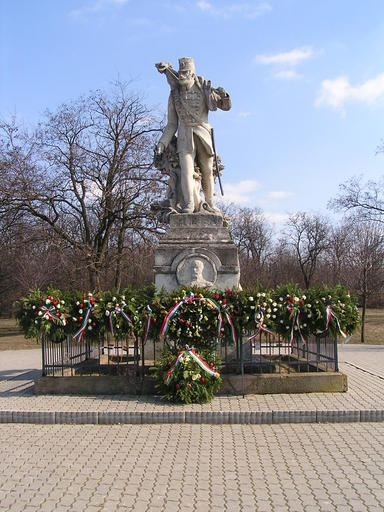
Az Isaszegi csata emlékműve

Az átlagosan 150–250 méter tengerszint feletti magasságú dombságot főleg lösz és homok borítja. A Szada település területéhez tartozó Margita csúcs a maga 345 méterével a tájegység legmagasabb pontja. A Margitán is keresztül húzódik az Albertirsáig tartó vízválasztó. Ettől keletre a Tiszába, nyugatra a Dunába tartanak a folyók és patakok. A kistáj egy részét 1990 nyarán védetté nyilvánították. Itt hozták létre a Gödöllői Dombvidék Tájvédelmi Körzetet.
A Gödöllői-dombságon található nagyobb kiemelkedések:
| Csúcs         | Település | Magasság |
| ------------- | --------- | -------- |
| Bajtemetés    | Pécel     | 310 m    |
| Bódis-hegy    | Szada     | 323 m    |
| Bolnoka       | Kerepes   | 328 m    |
| Boncsok-hegy  | Gödöllő   | 306 m    |
| Gyertyános    | Mogyoród  | 315 m    |
| Juharos       | Gödöllő   | 308 m    |
| Kálvária-hegy | Isaszeg   | 309 m    |
| Magyalos-tető | Gödöllő   | 292 m    |
| Margita       | Szada     | 345 m    |
| Öreg-hegy     | Gödöllő   | 307 m    |
| Szár-hegy     | Kerepes   | 315 m    |

## Élővilága

### Fauna
Számottevő nagyvadállomány él a dombvidéken: őz, szarvas, vaddisznó, illetve a madárvilága is értékes. Gyakori madárfaj a gyurgyalag, a fekete harkály, a zöld küllő, a jégmadár, a darázsölyv, a kabasólyom és a kerecsen.

### Flóra
A legjellemzőbb erdőtársulás a juharos-tölgyes, és a hársas-tölgyes. Ezeket az erdőfoltokat löszös mocsaras puszták tagolják.
A Gödöllői—dombságon a következő növényfajok élnek: homoki cickafark (Achillea ochroleuca), fekete békabogyó (Actaea spicata), podagrafű (Aegopodium podagraria), homoki báránypirosító (Alkanna tinctoria), gyíkhagyma (Allium angulosum), bíborfekete hagyma (Allium atropurpureum), bugás hagyma (Allium marginatum), pézsmahagyma (Allium moschatum), bogláros szellőrózsa (Anemone ranunculoides), erdei szellőrózsa (Anemone sylvestris), csillagőszirózsa (Aster amellus), érdes csüdfű (Astragalus asper), erdei hölgypáfrány (Athyrium filix-femina), nadragulya (Atropa belladonna), lapos kétsoroskáka (Blysmus compressus), kis holdruta (Botrychium lunaria), harasztos káposzta (Brassica elongata), deres buvákfű (Bupleurum commutatum), erdei pereszlény (Calamintha sylvatica), halvány harangvirág (Campanula cervicaria), magyar bogáncs (Carduus collinus), fehér sás (Carex alba)†, rostostövű sás (Carex appropinquata), lápi sás (Carex davalliana), zsombéksás (Carex elata), sárga sás (Carex flava), sziklai sás (Carex halleriana), pikkelyes sás (Carex lepidocarpa), bugás sás (Carex paniculata), bükksás (Carex pilosa), villás sás (Carex pseudocyperus), csőrös sás (Carex rostrata), erdei sás (Carex sylvatica), hólyagos sás (Carex vesicaria), iszapsás (Carex viridula), piros madársisak (Cephalanthera rubra), mezei fejvirág (Cephalaria transsylvanica), fűszeres baraboly (Chaerophyllum aromaticum), erdei varázslófű (Circaea lutetiana), mocsári aszat (Cirsium palustre), éles télisás (Cladium mariscus), felálló iszalag (Clematis recta), homoki kikerics (Colchicum arenarium), fényes poloskamag (Corispermum nitidum), húsos som (Cornus mas), dunai szegfű (Dianthus collinus), réti szegfű (Dianthus deltoides), kései szegfű (Dianthus serotinus), buglyos szegfű (Dianthus superbus), gyapjas gyűszűvirág (Digitalis lanata), szálkás pajzsika (Dryopteris carthusiana), piros kígyószisz (Echium maculatum), mocsári ecsetkáka (Eleocharis palustris), egypejvás csetkáka (Eleocharis uniglumis), kislevelű nőszőfű (Epipactis microphylla), erdei zsurló (Equisetum sylvaticum), homoki gémorr (Erodium hoefftianum), európai bükk (Fagus sylvatica), óriás csenkesz (Festuca gigantea), rákosi csenkesz (Festuca wagneri), gyapjas penészvirág (Filago arvensis), erdei sárgaárvacsalán (Galeobdolon luteum), tejoltó galaj (Galium verum), Szent László-tárnics (Gentiana cruciata), kornistárnics (Gentiana pneumonanthe), mocsári gólyaorr (Geranium palustre), szúnyoglábú bibircsvirág (Gymnadenia conopsea), homoki szalmagyopár (Helichrysum arenarium), patkófű (Hippocrepis comosa), békaliliom (Hottonia palustris), hegyi orbáncfű (Hypericum montanum), hengerfészkű peremizs (Inula germanica), selymes peremizs (Inula oculus-christi), pázsitos nőszirom (Iris graminea), homoki nőszirom (Iris humilis subsp. arenaria), szibériai nőszirom (Iris sibirica), nagy szittyó (Juncus subnodulosus), kisfészkű hangyabogáncs (Jurinea mollis), széleslevelű bordamag (Laserpitium latifolium), rutén bordamag (Laserpitium prutenicum), kónya vicsorgó (Lathraea squamaria), gérbics (Limodorum abortivum), sárga len (Linum flavum), árlevelű len (Linum tenuifolium), békakonty (Listera ovata), vidrafű (Menyanthes trifoliata), fenyőspárga (Monotropa hypopitys), macskamenta (Nepeta nuda), sárga iglice (Ononis pusilla), homoki vértő (Onosma areneria), közönséges kígyónyelv (Ophioglossum vulgatum), poloskaszagú kosbor (Orchis coriophora), tarka kosbor (Orchis tridentata), üstökös sárma (Ornithogalum pannonicum), nyúlánk sárma (Ornithogalum pyramidale), napraforgó szádor (Orobanche cumana), fehérmájvirág (Parnassia palustris), vörös acsalapu (Petasites hybridus), mocsári kocsord (Peucedanum palustre), gumós macskahere (Phlomis tuberosa), kisvirágú pacsirtafű (Polygala amarella), Bellard-porcsinkeserűfű (Polygonum bellardii), pázsitlevelű keserűfű (Polygonum graminifolium), édesgyökerű páfrány (Polypodium vulgare), karéjos vesepáfrány (Polystichum aculeatum), nagyvirágú gyíkfű (Prunella grandiflora), fehér gyíkfű (Prunella laciniata), csepleszmeggy (Prunus fruticosa), halvány gyopár (Pseudognaphalium luteo-album), bugás fürtösveronika (Pseudolysimachion spurium), saspáfrány (Pteridium aquilinum), leánykökörcsin (Pulsatilla grandis), (Ranunculus cassubicus), hínáros víziboglárka (Ranunculus trichophyllus), festő rezeda (Reseda luteola), fekete ribiszke (Ribes nigrum), vörös ribiszke (Ribes rubrum L. subsp. sylvestre), mezei rózsa (Rosa agrestis), elliptikus rózsa (Rosa elliptica), kisvirágú rózsa (Rosa micrantha), jajrózsa (Rosa spinosissima), mandulalevelű fűz (Salix triandra), szürkés ördögszem (Scabiosa canescens), kormos csáté (Schoenus nigricans), piros pozdor (Scorzonera purpurea), nyúlkömény (Selinum carvifolia), mocsári csorbóka(Sonchus palustris), bozontos árvalányhaj (Stipa dasyphylla), pusztai árvalányhaj (Stipa pennata L), csinos árvalányhaj (Stipa pulcherrima), hosszúlevelű árvalányhaj (Stipa tirsa), lápi pitypang (Taraxacum palustre), erdei borkóró (Thalictrum aquilegiifolium), tőzegpáfrány (Thelypteris palustris), egynyári cicó (Thymelaea passerina), buglyos here (Trifolium diffusum), erdei here (Trifolium medium), vajszínű here (Trifolium ochroleucum), mocsári kígyófű (Triglochin palustre), vénic-szil (Ulmus laevis), fehér zászpa (Veratrum album), hegyi ibolya (Viola montana), homoki ibolya (Viola rupestris), (Viola suavis).

## Történelme
A krónikák alapján megközelítőleg 4000–5000 éve lakott. A honfoglaló magyarok is több települést létesítettek.
Több csata is itt zajlott:
- Mogyoródi csata (1074)
- Isaszegi csata (1849)

A kistáj központja Gödöllő. Itt található Magyarország legnagyobb barokk kastélya. A Grassalkovich-kastélyban sok időt töltött I. Ferenc József és felesége, Erzsébet királyné („Sissi”). A Gödöllő területéhez tartozó Máriabesnyőn lévő Nagyboldogasszony Bazilika híres zarándokhely.
A múltban a vadászat mellett elsősorban mezőgazdasággal (azon belül főleg erdőgazdálkodással, fakitermeléssel, szőlőtermesztéssel, borászattal és legeltetéses állattartással) foglalkozott a települések lakossága. (A dombvidék termőtalaja az intenzívebb földművelésre és gabonatermesztésre mérsékelten alkalmas.) A főváros közelsége miatt a közelmúltban megélénkült szuburbanizációs folyamatok eredményeként terjedt ki erre a kistájra is az agglomerációs, alvóvárosias életmód, amit a forgalmas főutak mentén kiépült helyi szolgáltatóipar és kereskedelem egészít ki.

## Települései
Három járás alábbi települései tartoznak a Gödöllői-dombsághoz:
| Gödöllői járás | Monori járás | Veresegyházi járás |
| -------------- | ------------ | ------------------ |
| Gödöllő        | Gyömrő       | Csomád             |
| Isaszeg        | Maglód       | Erdőkertes         |
| Kistarcsa      | Mende        | Vácegres           |
| Mogyoród       | Úri          | Veresegyház        |
| Pécel          |              | Őrbottyán          |
| Szada          |              |                    |
| Valkó          |              |                    |
| Kerepes        |              |                    |

## Főbb vízfolyásai
- Rákos-patak, a dombság leghosszabb élővíze, a forrásvidéke Szada és Gödöllő között helyezkedik el
- Sződ–Rákos-patak, Veresegyház tavait látja el
- Szilas-patak, amelynek forrásai a Kerepes közelében sorakozó dombok környékén erednek. Innen Nagytarcsa keleti részét érintve érkezik a már Budapesthez tartozó Szilas-pataki víztározóhoz, vagy ahogy a helyiek nevezik Naplás-tóhoz. A tó és környéke természetvédelmi terület. Ezt elhagyva Pest több kerületét átszelve ömlik a Dunába.
- Mogyoródi-patak
- Csömöri-patak
- Aranyos-patak, amely a babati tavakat táplálja
- Besnyői-patak
- Egres-patak